# 弦楽四重奏曲第3番 (シューベルト)
弦楽四重奏曲第3番 変ロ長調 D 36 は、フランツ・シューベルトが1812年から1813年にかけて作曲した弦楽四重奏曲。

## 概要
作曲の動機は不明だが、1812年の11月19日から作曲を開始し、翌年の1813年の2月21日に完成された。本作は、前作の『第1番 ト短調/変ロ長調』（D 18）と『第2番 ハ長調』（D 32）の2曲と比べて大幅な進展を見せており、シューベルトがハイドンの弦楽四重奏曲とベートーヴェンの交響曲を研究した成果があらわれている（特に第1楽章ではハイドンの『弦楽四重奏曲第61番（旧第76番）《五度》』を手本にしているが、ハイドンの作品に限定しなくとも、ハイドン的な書法がシューベルトの作品に散見されるのは事実である）。

## 曲の構成
全4楽章、演奏時間は約25分。シューベルトは本作を各楽章間の調性を統一的なものにしているものの、古典派の作品のようにメヌエットを主調に置くことをせず、第2楽章を主調にしている。また第1楽章と第3楽章では、冒頭の主題に同一のリズムを置いている。
- 第1楽章 アレグロ
変ロ長調、4分の4拍子、ソナタ形式。
展開部では対位法的な書法が窺える。

- 第2楽章 アンダンテ
変ロ長調、8分の6拍子、自由な三部形式。

- 第3楽章 メヌエット：アレグロ・マ・ノン・トロッポ - トリオ
ニ長調 - 変ロ長調、4分の3拍子、複合三部形式。
メヌエットだがスケルツォの要素を持っている。変ロ長調のトリオはベートーヴェンの『交響曲第1番 ハ長調』（作品21）の第3楽章の近似性を感じさせる。

- 第4楽章 アレグレット
変ロ長調、4分の2拍子、ソナタ形式。
ソナタ形式だが、舞曲風な主題を持つロンドに近い。